# نووکوبانسک
شهر نووکوبانسک (به روسی: Новокубанск) در کشور روسیه و در کرای کراسنودار واقع شده‌است.